# Wampiry: Dziedzictwo
Wampiry: Dziedzictwo – amerykański serial z gatunku fantasy i horroru wyprodukowany przez My So-Called Company, Alloy Entertainment, CBS Studios oraz Warner Bros. Television Studios, który jest spin-offem seriali Pamiętniki wampirów oraz The Originals. Twórcą serialu jest Julie Plec. Wampiry: Dziedzictwo był emitowany od 25 października 2018 roku do 16 czerwca 2022 roku przez stację The CW, natomiast w Polsce swoją premierę miał dzień później na HBO GO, a ostatni odcinek wyemitowany był 17 czerwca 2022 roku.
31 stycznia 2019 roku potwierdzono produkcję drugiego sezonu. Premiera odbyła się 10 października, natomiast w Polsce dzień później na HBO GO.

## Fabuła
Fabuła serialu skupia się na Hope Mikaelson, córce Klausa Mikaelsona oraz jej przyjaciołach ze szkoły dla dzieci i młodzieży z nadprzyrodzonymi zdolnościami. Hope po stracie obojga rodziców uczy się kontrolować swoje moce, które są jedyne w  swoim rodzaju, jest po części czarownicą, wilkołakiem i potomkiem wampira, pod opieką Alarica Saltzmana w szkole im. Braci Salvatore. W czasie przebywania w szkole ponownie spotyka Landona, który został wprowadzony w The Originals. Jak się później okazuje, może on mieć związek z istotami z magicznego świata. Hope pomaga mu odkryć kim jest i znaleźć matkę. Jednocześnie w szkole uczą się bliźniaczki, córki Alarica Saltzmana i Caroline Forbes (biologiczna matka to Josette Laughlin). Alaric stara się jak najdłużej ukrywać przed nimi tajemnicę bliźniąt w ich rodzinie a ich matka Caroline podróżuje po świecie w tym czasie szukając na to rozwiązania. Odkrywają w szkole magiczny przedmiot, za sprawą którego na świecie pojawiają się, dotychczas uważane za fikcyjne, postacie z opowiadań inne niż wampiry, wilkołaki czy czarownice. Wszystko to ma związek z tajemniczym Malivore. Następnie po walce z Malivore dla nastolatków nadchodzą nowe problemy związane z mitologią, legendami, Bogami i uczuciami. Hope po walce z Malivore traci siebie, również odwiedzają ją starzy wrogowie rodzina Mikaelson z nieczystymi intencjami. Po długiej drodze Hope odzyskuje siebie dzięki rodzinie i przyjaciołom, po czym czeka ją i jej przyjaciół walka z potężnym bogiem.

## Obsada

### Główna
- Danielle Rose Russell jako Hope Mikaelson[5]
- Aria Shahghasemi jako Landon Kirby[5]/Malivore
- Kaylee Bryant jako Josie Saltzman[5]
- Jenny Boyd jako Lizzie Saltzman[5]
- Quincy Fouse jako Milton "M.G." Greasley[5]
- Peyton Alex Smith jako Rafael Waithe[6]
- Matt Davis jako Alaric Saltzman[5]
- Lulu Antariksa jako Penelope Park[5]
- Courtney Bandenko jako Finch Tarrayo.
- Omono Okjie jako Cleo Sowande.
- Leo Howard jako Ethan Machado.
- Zane Phillips jako Ben

### Role drugoplanowe
- Karen David jako Emma Tig[7]
- Demetrius Bridges jako Dorian Williams
- Ben Guerens jako Nekromanta/Ted

### Specjalne występy gościnne
- Zach Roerig jako Matt Donovan (odcinki 1, 4). Postać pierwotnie wprowadzona w Pamiętnikach wampirów.
- Steven R. McQueen jako Jeremy Gilbert (odcinek 3). Postać pierwotnie wprowadzona w Pamiętnikach wampirów.
- Jodi Lyn O’Keefe jako Josette Laughlin (odcinek 6). Postać pierwotnie wprowadzona w Pamiętnikach wampirów.
- Ayelet Zurer jako Seylah Chelon (odcinek 8). Postać pierwotnie wprowadzona w The Originals
- Jedidiah Goodacre jako Roman (odcinek 14, 15). Postać pierwotnie wprowadzona w The Originals.
- Riley Voelkel jako Freya Mikaelson (odcinek 22). Postać pierwotnie wprowadzona w The Originals.
- Chris Wood jako Kai Parker (odcinek 28, 29). Postać pierwotnie wprowadzona w Pamiętnikach wampirów.
- Candice King jako Caroline Forbes (odcinki 35, 68). Postać pierwotnie wprowadzona w Pamiętnikach wampirów.
- Summer Fontana jako młoda Hope Marshall (odcinek 47). Postać pierwotnie wprowadzona w The Originals.
- Claire Holt jako Rebekah Mikaelson (odcinki 53, 63). Postać pierwotnie wprowadzona w Pamiętnikach wampirów.
- Rebecca Breeds jako Aurora de Martel (odcinki 56-57, 59-63, 65-67). Postać pierwotnie wprowadzona w The Originals.
- Charles Michael Davis jako Marcel Gerard (odcinek 63).. Postać pierwotnie wprowadzona w Pamiętnikach wampirów.
- Nathaniel Buzolic jako Kol Mikaelson (odcinek 63).. Postać pierwotnie wprowadzona w Pamiętnikach wampirów.
- Joseph Morgan jako Niklaus Mikaelson (odcinek 68). Postać pierwotnie wprowadzona w Pamiętnikach wampirów.

## Przegląd sezonów
| Sezon | Sezon | Odcinki | Premierowa emisja    | Premierowa emisja | Premierowa emisja                                   | Premierowa emisja                                   | Premierowa emisja                                  | Premierowa emisja                                  |
| Sezon | Sezon | Odcinki | Premierowa emisja    | Premierowa emisja | dostęp VOD (HBO GO – sezony 1-4; HBO Max – sezon 4) | dostęp VOD (HBO GO – sezony 1-4; HBO Max – sezon 4) | telewizyjna (HBO – sezony 1-2, 4; HBO 3 – sezon 3) | telewizyjna (HBO – sezony 1-2, 4; HBO 3 – sezon 3) |
| Sezon | Sezon | Odcinki | Premiera sezonu      | Finał sezonu      | Premiera sezonu                                     | Finał sezonu                                        | Premiera sezonu                                    | Finał sezonu                                       |
| ----- | ----- | ------- | -------------------- | ----------------- | --------------------------------------------------- | --------------------------------------------------- | -------------------------------------------------- | -------------------------------------------------- |
|       | 1     | 16      | 25 października 2018 | 28 marca 2019     | 26 października 2018                                | 29 marca 2019                                       | 8 stycznia 2019                                    | 23 kwietnia 2019                                   |
|       | 2     | 16      | 10 października 2019 | 26 marca 2020     | 11 października 2019                                | 27 marca 2020                                       | 7 stycznia 2020                                    | 21 kwietnia 2020                                   |
|       | 3     | 16      | 21 stycznia 2021     | 24 czerwca 2021   | 22 stycznia 2021                                    | 25 czerwca 2021                                     | 14 marca 2021                                      | 8 sierpnia 2021                                    |
|       | 4     | 20      | 14 października 2021 | 16 czerwca 2022   | 17 października 2021                                | 19 czerwca 2022                                     | 17 maja 2022                                       | 27 września 2022                                   |

### Sezon 1 (2018–2019)
| Nr | Tytuł                                         | Polski tytuł                                     | Reżyseria         | Scenariusz                                          | Premiera (The CW)    | Premiera w Polsce (HBO)                        |
| --- | --------------------------------------------- | ------------------------------------------------ | ----------------- | --------------------------------------------------- | -------------------- | ---------------------------------------------- |
| 1 | This Is the Part Where You Run                | To ten moment w którym dajesz nogę               | Chris Grismer     | Julie Plec                                          | 25 października 2018 | 8 stycznia 2019 (HBO GO: 26 października 2018) |
| Odcinek jest crossoverem postaciowym z serialem: Pamiętniki wampirów (pojawia się postać z tego serialu). |                                               |                                                  |                   |                                                     |                      |                                                |
| 2 | Some People Just Want to Watch the World Burn | Niektórzy chcą widzieć jak świat płonie          | Michael Allowitz  | Brett Matthews, Julie Plec                          | 1 listopada 2018     | 15 stycznia 2019 (HBO GO: 2 listopada 2018)    |
| 3 | We're Being Punked, Pedro                     | Ktoś nas wrobił, Pedro                           | Carol Banker      | Julie Plec, Sherman Payne                           | 8 listopada 2018     | 22 stycznia 2019 (HBO GO: 9 listopada 2018)    |
| Odcinek jest crossoverem postaciowym z serialem: Pamiętniki wampirów (pojawia się postać z tego serialu). |                                               |                                                  |                   |                                                     |                      |                                                |
| 4 | Hope Is Not the Goal                          | Nadzieja nie jest celem                          | Chris Grismer     | Bryce Ahart, Stephanie McFarlane, Brett Mathews     | 15 listopada 2018    | 29 stycznia 2019 (HBO GO: 16 listopada 2018)   |
| Odcinek jest crossoverem postaciowym z serialem: Pamiętniki wampirów (pojawia się postać z tego serialu). |                                               |                                                  |                   |                                                     |                      |                                                |
| 5 | Malivore                                      | Malivore                                         | Michael Karasick  | Thomas Brandon, Penny Cox                           | 29 listopada 2018    | 5 lutego 2019 (HBO GO: 30 listopada 2018)      |
| 6 | Mombie Dearest                                | Najdroższa mamusiu                               | Geoff Shotz       | Marguerite MacIntyre                                | 6 grudnia 2018       | 12 lutego 2019 (HBO GO: 7 grudnia 2018)        |
| Odcinek jest crossoverem postaciowym z serialem: Pamiętniki wampirów (pojawia się postać z tego serialu). |                                               |                                                  |                   |                                                     |                      |                                                |
| 7 | Death Keeps Knocking On My Door               | Śmierć puka do moich drzwi                       | Angela Gomes      | Julie Plec                                          | 13 grudnia 2018      | 19 lutego 2019 (HBO GO: 14 grudnia 2018)       |
| 8 | Maybe I Should Start from the End             | Może zacznę od końca?                            | Nathan Hope       | Brett Matthews                                      | 24 stycznia 2019     | 26 lutego 2019 (HBO GO: 25 stycznia 2019)      |
| 9 | What Was Hope Doing in Your Dreams?           | Co nadzieja robiła w twoich snach?               | Darren Grant      | Penny Cox                                           | 31 stycznia 2019     | 5 marca 2019 (HBO GO: 1 lutego 2019)           |
| 10 | There’s a World Where Your Dreams Came True   | Jest świat, w którym spełniły się Twoje marzenia | John Hyams        | Brett Matthews, Josh Schaer                         | 7 lutego 2019        | 12 marca 2019 (HBO GO: 8 lutego 2019)          |
| 11 | We're Gonna Need a Spotlight                  | Będziemy potrzebować uwagi                       | Barbara Brown     | Thomas Brandon, Penny Cox                           | 21 lutego 2019       | 19 marca 2019 (HBO GO: 22 lutego 2019)         |
| 12 | There’s a Mummy on Main Street                | Mumia na głównej ulicy                           | Julie Plec        | Marguerite MacIntyre, Sherman Payne                 | 28 lutego 2019       | 26 marca 2019 (HBO GO: 1 marca 2019)           |
| 13 | The Boy Who Still Has a Lot of Good to Do     | Chłopiec, który wciąż ma wiele do zrobienia      | Paul Wesley       | Mark Ryan Walberg, Bryce Ahart, Stephanie McFarlane | 7 marca 2019         | 2 kwietnia 2019 (HBO GO: 8 marca 2019)         |
| 14 | Let's Just Finish the Dance                   | Dokończmy ten taniec                             | Geoff Shotz       | Sherman Payne                                       | 14 marca 2019        | 9 kwietnia 2019 (HBO GO: 15 marca 2019)        |
| 15 | I'll Tell You a Story                         | Opowiem ci historię                              | Tony Solomons     | Thomas Brandon                                      | 21 marca 2019        | 16 kwietnia 2019 (HBO GO: 22 marca 2019)       |
| 16 | There’s Always a Loophole                     | Zawsze znajdziesz lukę                           | Mary Lou Bellucci | Brett Matthews                                      | 28 marca 2019        | 23 kwietnia 2019 (HBO GO: 29 marca 2019)       |

### Sezon 2 (2019–2020)
| Nr | #  | Tytuł                                                  | Polski tytuł                                                        | Reżyseria           | Scenariusz                          | Premiera (The CW)    | Premiera w Polsce (HBO)                         |
| --- | -- | ------------------------------------------------------ | ------------------------------------------------------------------- | ------------------- | ----------------------------------- | -------------------- | ----------------------------------------------- |
| 17 | 1  | I'll Never Give Up Hope                                | Nadzieja umiera ostatnia                                            | Julie Plec          | Brett Matthews, Julie Plec          | 10 października 2019 | 7 stycznia 2020 (HBO GO: 11 października 2019)  |
| 18 | 2  | This Year Will Be Different                            | Ten rok będzie inny                                                 | Jeffrey Hunt        | Thomas Brandon                      | 17 października 2019 | 14 stycznia 2020 (HBO GO: 18 października 2019) |
| 19 | 3  | You Remind Me of Someone I Used to Know                | Przypominasz mi kogoś znajomego                                     | Michael Allowitz    | Brett Matthews, Adam Higgs          | 24 października 2019 | 21 stycznia 2020 (HBO GO: 25 października 2019) |
| 20 | 4  | Since When Do You Speak Japanese?                      | Od kiedy mówisz po japońsku?                                        | Geoff Shotz         | Penny Cox                           | 7 listopada 2019     | 28 stycznia 2020 (HBO GO: 8 listopada 2019)     |
| 21 | 5  | Screw Endgame                                          | Koniec gry                                                          | Barbara Brown       | Brett Matthews, Thomas Brandon      | 14 listopada 2019    | 4 lutego 2020 (HBO GO: 15 listopada 2019)       |
| 22 | 6  | That's Nothing I Had to Remember                       | Nic co należy pamiętać                                              | Bola Ogun           | Adam Higgs, Josh Eiserike           | 21 listopada 2019    | 11 lutego 2020 (HBO GO: 22 listopada 2019)      |
| Odcinek jest crossoverem postaciowym z serialem: The Originals (pojawia się postać z tego serialu).       |    |                                                        |                                                                     |                     |                                     |                      |                                                 |
| 23 | 7  | It Will All Be Painfully Clear Soon Enough             | Wkrótce wszystko stanie się boleśnie jasne                          | Lauren Petzke       | Jimmy Mosqueda, Cynthia Adarkwa     | 5 grudnia 2019       | 18 lutego 2020 (HBO GO: 6 grudnia 2019)         |
| 24 | 8  | This Christmas Was Surprisingly Violent                | Zaskakująco brutalne święta                                         | Brett Matthews      | Brett Matthews, Hannah Rosner       | 12 grudnia 2019      | 25 lutego 2020 (HBO GO: 13 grudnia 2019)        |
| 25 | 9  | I Couldn't Have Done This Without You                  | Bez Ciebie nie dam rady                                             | Carl Seaton         | Thomas Brandon, Hannah Rosner       | 16 stycznia 2020     | 3 marca 2020 (HBO GO: 17 stycznia 2020)         |
| 26 | 10 | This Is Why We Don't Entrust Plans to Muppet Babies    | Dlatego nie powierzamy nikomu planów                                | America Young       | Adam Higgs, Josh Eiserike           | 23 stycznia 2020     | 10 marca 2020 (HBO GO: 24 stycznia 2020)        |
| 27 | 11 | What Cupid Problem?                                    | Strzała Kupidyna                                                    | Darren Grant        | Penny Cox, Cynthia Adarkwa          | 30 stycznia 2020     | 17 marca 2020 (HBO GO: 31 stycznia 2020)        |
| 28 | 12 | Kai Parker Screwed Us                                  | Wkręcił nas Kai Parker                                              | Angela Barnes Gomes | Brett Matthews, Thomas Brandon      | 6 lutego 2020        | 24 marca 2020 (HBO GO: 7 lutego 2020)           |
| Odcinek jest crossoverem postaciowym z serialem: Pamiętniki wampirów (pojawia się postać z tego serialu). |    |                                                        |                                                                     |                     |                                     |                      |                                                 |
| 29 | 13 | You Can't Save Them All                                | Nie uda Ci się uratować ich wszystkich                              | Jeffrey Hunt        | Brett Matthews, Thomas Brandon      | 13 lutego 2020       | 31 marca 2020 (HBO GO: 14 lutego 2020)          |
| Odcinek jest crossoverem postaciowym z serialem: Pamiętniki wampirów (pojawia się postać z tego serialu). |    |                                                        |                                                                     |                     |                                     |                      |                                                 |
| 30 | 14 | There’s a Place Where the Lost Things Go               | Jest takie miejsce, gdzie trafiają wszystkie zgubione rzeczy        | Michael Karasick    | Brett Matthews, Mark Ryan Walberg   | 12 marca 2020        | 7 kwietnia 2020 (HBO GO: 13 marca 2020)         |
| 31 | 15 | Life Was So Much Easier When I Only Cared About Myself | Życie było o wiele łatwiejsze, kiedy troszczyłem się tylko o siebie | Lauren Petzke       | Adam Higgs, Jimmy Mosqueda          | 19 marca 2020        | 14 kwietnia 2020 (HBO GO: 20 marca 2020)        |
| 32 | 16 | Facing Darkness is Kinda My Thing                      | Stawianie czoła ciemności to trochę moja działka                    | Michael Karasick    | Thomas Brandon, Sylvia Batey Alcalá | 26 marca 2020        | 21 kwietnia 2020 (HBO GO: 27 marca 2020)        |

### Sezon 3 (2021)
| Nr | #  | Tytuł                                                             | Polski tytuł                                      | Reżyseria                  | Scenariusz                     | Premiera (The CW) | Premiera w Polsce (HBO 3)                  |
| --- | -- | ----------------------------------------------------------------- | ------------------------------------------------- | -------------------------- | ------------------------------ | ----------------- | ------------------------------------------ |
| 33 | 1  | We're Not Worthy                                                  | Niegodni                                          | Jeffrey Hunt               | Penny Cox, Cynthia Adarkwa     | 21 stycznia 2021  | 14 marca 2021 (HBO GO: 22 stycznia 2021)   |
| 34 | 2  | Goodbyes Sure Do Suck                                             | Pożegnania są do bani                             | Eric Dean Seaton           | Benjamin Raab, Deric A. Hughes | 28 stycznia 2021  | 21 marca 2021 (HBO GO: 29 stycznia 2021)   |
| 35 | 3  | Salvatore: The Musical!                                           | Salvatore: Musical!                               | Jason Stone                | Thomas Brandon                 | 4 lutego 2021     | 28 marca 2021 (HBO GO: 5 lutego 2021)      |
| Odcinek jest crossoverem postaciowym z serialem: Pamiętniki wampirów (pojawia się postać z tego serialu). |    |                                                                   |                                                   |                            |                                |                   |                                            |
| 36 | 4  | Hold on Tight                                                     | Trzymaj się blisko                                | Jeffrey Hunt               | Brett Matthews                 | 11 lutego 2021    | 4 kwietnia 2021 (HBO GO: 12 lutego 2021)   |
| 37 | 5  | This Is What It Takes                                             | Jak mus to mus                                    | Jeffrey Hunt, Darren Grant | Brett Matthews                 | 18 lutego 2021    | 11 kwietnia 2021 (HBO GO: 19 lutego 2021)  |
| 38 | 6  | To Whom It May Concern                                            | Do wszystkich zainteresowanych                    | Lauren Petzke              | Thomas Brandon                 | 11 marca 2021     | 18 kwietnia 2021 (HBO GO: 12 marca 2021)   |
| 39 | 7  | Yup, It's a Leprechaun, All Right                                 | Tak, to on-gnom                                   | Tony Griffin               | Penny Cox, Cynthia Adarkwa     | 18 marca 2021     | 6 czerwca 2021 (HBO GO: 19 marca 2021)     |
| 40 | 8  | Long Time, No See                                                 | Kopę lat                                          | Geoffrey Wing Shotz        | Benjamin Raab, Deric A. Hughes | 25 marca 2021     | 13 czerwca 2021 (HBO GO: 26 marca 2021)    |
| 41 | 9  | Do All Malivore Monsters Provide This Level of Emotional Insight? | Czy wszystkie potwory Malivore są takie wnikliwe? | Barbara Brown              | Brett Matthews, Adam Higgs     | 8 kwietnia 2021   | 20 czerwca 2021 (HBO GO: 9 kwietnia 2021)  |
| 42 | 10 | All's Well That Ends Well                                         | Wszystko dobre, co się dobrze kończy              | Jeffrey Hunt               | Thomas Brandon, Price Peterson | 15 kwietnia 2021  | 27 czerwca 2021 (HBO GO: 16 kwietnia 2021) |
| 43 | 11 | You Can't Run from Who You Are                                    | Przed sobą nie uciekniesz                         | Trevor E.S. Juarez         | Adam Higgs, Hannah Rosner      | 6 maja 2021       | 4 lipca 2021 (HBO GO: 7 maja 2021)         |
| 44 | 12 | I Was Made to Love You                                            | Stworzony, by cię kochać                          | Michael Allowitz           | Brett Matthews                 | 13 maja 2021      | 11 lipca 2021 (HBO GO: 14 maja 2021)       |
| 45 | 13 | One Day You Will Understand                                       | Kiedyś zrozumiesz                                 | Bola Ogun                  | Cynthia Adarkwa                | 20 maja 2021      | 18 lipca 2021 (HBO GO: 21 maja 2021)       |
| 46 | 14 | This Feels a Little Cult-y                                        | Pachnie sekciarstwem                              | America Young              | Penny Cox                      | 10 czerwca 2021   | 25 lipca 2021 (HBO GO: 11 czerwca 2021)    |
| 47 | 15 | A New Hope                                                        | Nowa nadzieja                                     | Brett Matthews             | Brett Matthews, Thomas Brandon | 17 czerwca 2021   | 1 sierpnia 2021 (HBO GO: 18 czerwca 2021)  |
| 48 | 16 | Fate's a Bitch, Isn't It?                                         | Przeznaczenie bywa okrutne                        | Jeffrey Hunt               | Benjamin Raab, Deric A. Hughes | 24 czerwca 2021   | 8 sierpnia 2021 (HBO GO: 25 czerwca 2021)  |

### Sezon 4 (2021–2022)
| Nr                                                                                                  | #  | Tytuł                                                    | Polski tytuł                                   | Reżyseria              | Scenariusz                                 | Premiera (The CW)    | Premiera w Polsce (HBO)                      |
| --------------------------------------------------------------------------------------------------- | -- | -------------------------------------------------------- | ---------------------------------------------- | ---------------------- | ------------------------------------------ | -------------------- | -------------------------------------------- |
| 49                                                                                                  | 1  | You Have to Pick One This Time                           | Tym razem musisz wybrać                        | Tony Solomons          | Mark Ryan Walberg                          | 14 października 2021 | 17 maja 2022 (HBO GO: 17 października 2021)  |
| 50                                                                                                  | 2  | There’s No I In Team, or Whatever                        | W drużynie nie liczy się jednostka             | Michael Karasick       | Adam Higgs, Hannah Rosner                  | 21 października 2021 | 24 maja 2022 (HBO GO: 22 października 2021)  |
| 51                                                                                                  | 3  | We All Knew This Day Was Coming                          | Wiedzieliśmy, że ten dzień nadejdzie           | Lauren Petzke          | Thomas Brandon, Courtney Grace, J.P. Estes | 28 października 2021 | 31 maja 2022 (HBO GO: 29 października 2021)  |
| Odcinek jest crossoverem postaciowym z serialem: The Originals (pojawia się postać z tego serialu). |    |                                                          |                                                |                        |                                            |                      |                                              |
| 52                                                                                                  | 4  | See You On The Other Side                                | Do zobaczenia po drugiej stronie               | Jeffrey Hunt           | Brett Matthews, Sylvia Batey Alcalá        | 4 listopada 2021     | 7 czerwca 2022 (HBO GO: 5 listopada 2021)    |
| 53                                                                                                  | 5  | I Thought You'd Be Happier to See Me                     | Nie cieszysz się, że mnie widzisz?             | Lauren Petzke          | Brett Matthews                             | 11 listopada 2021    | 14 czerwca 2022 (HBO GO: 12 listopada 2021)  |
| Odcinek jest crossoverem postaciowym z serialem: The Originals (pojawia się postać z tego serialu). |    |                                                          |                                                |                        |                                            |                      |                                              |
| 54                                                                                                  | 6  | You're a Long Way from Home                              | Jesteś daleko od domu                          | America Young          | Thomas Brandon, Kimberly Ndombe            | 18 listopada 2021    | 21 czerwca 2022 (HBO GO: 19 listopada 2021)  |
| 55                                                                                                  | 7  | Someplace Far Away from All This Violence                | Gdzieś z dala od tej przemocy                  | Barbara Brown          | Jose Molina, Hannah Rosner                 | 2 grudnia 2021       | 28 czerwca 2022 (HBO GO: 3 grudnia 2021)     |
| 56                                                                                                  | 8  | You Will Remember Me                                     | Zapamiętasz mnie                               | Nimisha Mukerji        | Brett Matthews, Layne Morgan               | 9 grudnia 2021       | 5 lipca 2022 (HBO GO: 10 grudnia 2021)       |
| 57                                                                                                  | 9  | I Can't Be the One to Stop You                           | Nie mogę cię powstrzymać                       | Morenike Joela Evans   | Benjamin Raab, Deric A. Hughes             | 16 grudnia 2021      | 12 lipca 2022 (HBO GO: 17 grudnia 2021)      |
| 58                                                                                                  | 10 | The Story of My Life                                     | Tak wygląda moje życie                         | Jeffrey Hunt           | Brett Matthews, Price Peterson             | 24 lutego 2022       | 19 lipca 2022 (HBO GO: 27 lutego 2022)       |
| 59                                                                                                  | 11 | Follow the Sound of My Voice                             | Idź za moim głosem                             | Tony Griffin           | Thomas Brandon, Solange Morales            | 3 marca 2022         | 26 lipca 2022 (HBO GO: 6 marca 2022)         |
| 60                                                                                                  | 12 | Not All Those Who Wander Are Lost                        | Nie wszyscy, którzy się błąkają, są zagubieni  | Michael A. Allowitz    | Brett Matthews, Mark Ryan Walberg          | 10 marca 2022        | 2 sierpnia 2022 (HBO Max: 13 marca 2022)     |
| 61                                                                                                  | 13 | Was This the Monster You Saw?                            | Tego potwora widziałeś?                        | Trevor E.S. Juarez     | Brett Matthews, Kimberly Ndombe            | 31 marca 2022        | 9 sierpnia 2022 (HBO Max: 4 kwietnia 2022)   |
| 62                                                                                                  | 14 | The Only Way Out Is Through                              | Droga na zewnątrz prowadzi przez środek        | Jeffrey Hunt           | Thomas Brandon, Jose Molina                | 7 kwietnia 2022      | 16 sierpnia 2022 (HBO Max: 11 kwietnia 2022) |
| 63                                                                                                  | 15 | Everything That Can Be Lost May Also Be Found            | Wszystko, co można stracić, można też odnaleźć | Brett Matthews         | Brett Matthews                             | 14 kwietnia 2022     | 23 sierpnia 2022 (HBO Max: 17 kwietnia 2022) |
| Odcinek jest crossoverem postaciowym z serialem: The Originals (pojawia się postać z tego serialu). |    |                                                          |                                                |                        |                                            |                      |                                              |
| 64                                                                                                  | 16 | I Wouldn't Be Standing Here If It Weren't For You        | Odcinek 16                                     | Jason Stone            | Layne Morgan, Courtney Grace               | 28 kwietnia 2022     | 30 sierpnia 2022 (HBO Max: 3 maja 2022)      |
| 65                                                                                                  | 17 | Into the Woods                                           | Odcinek 17                                     | Jen Derwingson-Peacock | Hannah Rosner, Price Peterson              | 5 maja 2022          | 6 września 2022 (HBO Max: 8 maja 2022)       |
| 66                                                                                                  | 18 | By the End of This, You'll Know Who You Were Meant to Be | Odcinek 18                                     | Lauren Petzke          | Thomas Brandon                             | 2 czerwca 2022       | 13 września 2022 (HBO Max: 5 czerwca 2022)   |
| 67                                                                                                  | 19 | This Can Only End in Blood                               | Odcinek 19                                     | Jeffrey Hunt           | Benjamin Raab, Deric A. Hughes             | 9 czerwca 2022       | 20 września 2022 (HBO Max: 12 czerwca 2022)  |
| 68                                                                                                  | 20 | Just Don't Be A Stranger, Okay?                          | Odcinek 20                                     | Michael A. Allowitz    | Julie Plec, Brett Matthews                 | 16 czerwca 2022      | 27 września 2022 (HBO Max: 19 czerwca 2022)  |

## Produkcja
W sierpniu 2017, zostało ogłoszone, że serial jest w fazie początkowego rozwoju, a fabuła miała by się skupiać wokół postaci Hope Mikaelson - córce Klausa i Hayley. Julie Plec, współtwórczyni Pamiętników wampirów i twórczyni The Originals, napisała skrypt, na którym tworzony będzie serial.
W styczniu 2018 roku zostało ujawnione, że filmowanie odcinka pilotowego zostało zaplanowane na drugi kwartał 2018 roku.
Dwa miesiące później - w marcu, kiedy pilot serialu został oficjalnie zamówiony, Plec ogłosiła, że zamiast tradycyjnego odcinka pilotowego, wolała by stworzyć 15 minutową prezentację na temat nowego serialu stacji The CW. Do mediów trafiła również informacja, że weteran Pamiętników wampirów Matt Davis powtórnie wcieli się w swoją rolę, a obok niego będą występować Aria Shahghasemi, Quincy Fouse, Jenny Boyd i Kaylee Bryant. Shahghasemi zadebiutował już podczas piątego sezonu The Originals jako Landon - przyjaciel Hope.
Dnia 11 maja 2018 roku ogłoszono, że kontynuacja będzie nosić tytuł Legacies i została zamówiona z premierą na sezon telewizyjny 2018-19. Fabuła miała by się skupiać na „17-letniej Hope, bliźniaczych córkach Alarica i innych młodych wiedźmach, wampirach i wilkołakach, którzy dorastają w Salvatore Boarding School dla młodych i obdarzonych”. W lipcu The CW ogłosiło, że premiera serialu została zaplanowana na 25 października 2018 roku. Dystrybucją serialu w Polsce zajęła się platforma HBO GO, która zapowiedziała, że zamierza udostępniać serial pod polskim tytułem Wampiry: Dziedzictwo dzień po amerykańskiej premierze, czyli od 26 października 2018 roku.
W sierpniu 2018 roku, obsada serialu powiększyła się o Peytona Alexa Smithi Karen David, Omono Okojie i Courtney Bandeko.
Na początku stycznia 2020 roku stacja The CW ogłosiła zamówienie trzeciego sezonu.
W lutym 2021, stacja potwierdziła produkcję czwartego sezonu.